# Верстюк Владислав Федорович
Владисла́в Фе́дорович Верстю́к (3 серпня 1949 , Гостомель, Київська область ) — український науковець, дослідник історії України XX ст., доктор історичних наук (1992), професор (2002). Заступник голови Українського інституту національної пам'яті. Заслужений діяч науки і техніки України (2001).

## Біографія
Народився 3 серпня 1949 року в смт. Гостомель Київської обл.
У 1975 році закінчив історичний факультет Київського державного університету. У 1974–1975 роках викладав історію в школі. З 1975 по 1983 роки навчався в аспірантурі, був молодшим науковим співробітником Інституту історії АН УРСР. У 1979 році під керівництвом академіка АН УРСР М. І. Супруненка захистив кандидатську дисертацію на тему «Класова боротьба на селі на Лівобережній Україні у 1919 р.»
У 1983–1986 роках працював завідувачем редакції історичної літератури видавництва «Наукова думка». З 1986 року — старший науковий співробітник, провідний науковий співробітник, завідувач відділу історії Української революції 1917–1921 років Інституту історії України НАН України. У 1997–2005 роках — одночасно заступник директора Інституту східноєвропейських досліджень НАН України.
У 1992 році захистив докторську дисертацію на тему «Махновщина — селянський повстанський рух в Україні в роки громадянської війни (1918–1921)».

## Нагороди
- Орден «За заслуги» ІІ ступеня (2009).
- Орден «За заслуги» ІІІ ступеня (2007).
- Державна премія України в галузі науки і техніки (2017, за «Енциклопедію історії України» у 10 томах; у співавторстві).
- премії НАН України імені М. С. Грушевського (1995).
- Заслужений діяч науки і техніки України (2001).

## Наукові праці
- Боротьба трудящого селянства України за зміцнення влади Рад. — К., 1984.
- Директорія, Рада Народних Міністрів Української Народної Республіки. Листопад 1918 — листопад 1920 рр.: Док. і матеріали. — К., 2006 (кер. кол. упорядників).
- Діячі Української Центральної Ради. Біогр. Довідн. — К., 1998 (у співавт.).
- Історія України: Нове бачення: Навч. посіб. — К., 1995–1996, 2-ге вид., доопрац. — К., 2000.
- Історія українського селянства: Нариси: В 2 т. — Т. 1. — К., 2006 (у співавт.).
- Комбриг Нестор Махно. — К., 1989.
- М. С. Грушевський: Коротка хроніка життя та діяльності. — К., 1996 (у співавт.).
- Махновщина: селянський повстанський рух на Україні (1918–1921). — К., 1991.
- Нестор Иванович Махно: Воспоминания, материалы и док. — К., 1991.
- Політична історія України XX століття: У 6 т. — Т. 2. Революції в Україні: Політико-державні моделі та реалії (1917–1920). — К., 2003 (у співавт.).
- Україна від найдавніших часів до сьогодення. Хронологічний довідн. — К., 1995, 2005 (у співавт.).
- Україна і Росія в історичній ретроспективі: Нариси в 3 т. — Т. 1: Українські проекти в Російській імперії. — К., 2004 (у співавт.).
- Україна: Утвердження незалежної держави (1991—2001). — К., 2001 (у співавт.).
- Українська Центральна Рада: Док. і матеріали в 2-х томах. — К., 1996–1997 (кер. колективу упорядників).
- Українська Центральна Рада: Навч. посібн. — К., 1997
- Український національно-визвольний рух. Березень — листопад 1917 р.: Док. і матеріали. — К., 2003 (кер. кол. упорядників).
- Уряди України у XX ст.: Науково-документальне видання. — К., 2001 (у співавт.).